# Житлёнок, Дмитрий Михайлович
Житлёнок Дмитрий Михайлович (также "Житлёнок Дмитрий Моисеевич", * 5 мая 1957, Ленинград) — советский и украинский горный инженер, кандидат технических наук, генеральный директор ГП «Дзержинскуголь».

## Биография
Родился в 1957 году в Ленинград. В 1974 году поступил на физико-технический факультет Московского горного института (сейчас – Горный институт НИТУ «МИСиС»). После его окончания в 1980 году начал работать главным технологом по механизации подготовительных работ в ВО «Артемуголь». С 1987 года работал на шахте имени  Ленина ПО «Артемуголь» помощником начальника, заместителем начальника, начальником подземного участка подготовительных работ.
В 1996 году назначен на должность директора шахты им. Ю. А. Гагарина ПО «Артемуголь», а в октябре 1998 года — техническим директором, первого заместителя генерального директора ПО «Артемуголь». В апреле 2000 года назначен генеральным директором ГП «Дзержинскуголь», где работал до августа 2004 года. В 2001 году окончил Донецкую государственную академию управления по специальности «Маркетинг».
Магистр экономики, кандидат технических наук, член-корреспондент Академии горных наук, действительный член международной академии авторов научных открытий и изобретений. Научная деятельность направлена на поиск, исследование и внедрение новых мер для борьбы с газодинамическими явлениями. Автор более 70 научных работ, среди низ 3 монографии и 5 учебных пособий.
В период с 18 августа 2004 года до ноября 2005 года занимал должность генерального директора ГП «Донецкая угольная коксовая компания». С ноября 2005 года до июня 2006 года — и.о. генерального директора ГП «Дзержинскуголь», а с 5 июня 2006 года — вторично назначен генеральным директором ГП «Дзержинскуголь».
2010 года избран депутатом Донецкого областного совета от города Дзержинска.

## Награды
- 2001 год — орден «За заслуги» III степени[5].
- 2004 — «Заслуженный шахтер Украины».
- кавалер знака «Шахтерская слава» трех степеней.
- награда УПЦ «Святой Димитрий Солунский».